# Lärmkarte
Mit einer Lärmkarte (auch: Schallimmissionsplan genannt) wird der Umgebungslärm auf Landkarten oder Lageplänen dargestellt. Sie sind ein Instrument des gebietsbezogenen Immissionsschutzes und dienen bei der Lärmbekämpfung zur Visualisierung der Lärmwerte zum Beispiel beim Bau neuer Verkehrsbauwerke. Lärmkarten werden sowohl zur Darstellung der aktuellen Lärmsituation als auch zur Prognose und Betrachtung von alternativen Maßnahmen der Lärmminderung in Planungsverfahren erstellt. Lärmkarten sind auch manchmal Teil eines Lärmberichtes.

## Geschichte
Bereits die nach dem Gesetz zum Schutz gegen Fluglärm von 1971 (FluLärmG) festzulegenden Schutzzonen basierten im Prinzip auf Lärmkarten, wobei jedoch meist nur die Linien gleicher Schallpegel dargestellt wurden. Der erste nach § 4 Abs. 1 FluLärmG festgesetzte Lärmschutzbereich betraf den Verkehrsflughafen Düsseldorf-Lohausen.
In der DIN 18005 wurden 1991 für die Darstellung in 5-dB-Stufen Schraffuren (schwarz-weiße Muster) und Farben bzw. Codes für Farben festgelegt, die inzwischen nicht mehr den heutigen Anforderungen entsprechen. Je nach Verwendungszweck werden auch andere Farben verwendet. Die DIN 45682 (Schallimmissionspläne) enthält ebenfalls Angaben zur Darstellung.
Da mit Lärmkarten die Pegelverteilung von einer Schallquelle (Emissionspunkt) bis zum Empfangsort (Immissionspunkt) visualisiert wird, können diese auch zur Kontrolle von Schallpegelmessungen dienen. Lärmkarten erlangten eine zentrale Bedeutung mit der Umsetzung der Richtlinie 2002/49/EG des Europäischen Parlaments und des Rates vom 25. Juni 2002 über die Bewertung und Bekämpfung von Umgebungslärm („EU-Umgebungslärmrichtlinie“) durch die Verordnung über die Lärmkartierung (34. BImschV) vom 6. März 2006. Gem. § 47c Abs. 1 Bundes-Immissionsschutzgesetz (BImschG) werden Lärmkarten in einem fünfjährlichen Turnus erstellt. Die erste Kartierungsrunde startete im Jahr 2007. Senkrechte Lärmkarten (Schnitt- oder Profillärmkarten) dienen zur Veranschaulichung der Lärmverteilung in Geländeschnitten oder an Gebäuden.
Lärmkarten spielen bei der Ansiedlung oder Erweiterung von Gewerbe- und Industrieunternehmen bzw. dem zugrundeliegenden Genehmigungsprozess sowie in der Bauleitplanung eine wichtige Rolle. Auf der Grundlage eines Lageplans werden neu errichtete Gebäude oder Veränderungen und die Einwirkung auf die Umgebung farblich dargestellt. Diese Lärmkarten dienen allen an der Planung beteiligten, auch den „Nichtexperten“, als Hilfe zur Entscheidungsfindung.
Die Entwicklung von Lärmkarten erfolgt meist auf zweidimensionalen Plänen. Da der Schall sich räumlich ausbreitet, spielen einzelne Objekte wie Häuser, Wände, Erhebungen und Brücken eine entscheidende Rolle bei der Berechnung. Heute gibt es Software, die Modelle in 3D darstellen und somit die Lärmkarten wirklichkeitsnah berechnen können. Nach der Umgebungslärmrichtlinie soll die Ausbreitung des Lärm in einer Höhe von 4 Metern dargestellt werden. Für einzelne Bauvorhaben ist das jedoch nicht ausreichend, so dass in den Plänen die Darstellung je nach Gebäude in unterschiedlichen Höhen erfolgt.

## Ausarbeitung und Berechnungsverfahren

### Rechtsgrundlagen
Lärmkarten stellen sog. Lärmindizes für die Tag-, Abend- und Nachtstunden dar (Dauerschallpegel in Dezibel). Die Berechnungsmethoden für die Lärmindizes  müssen den allgemein anerkannten Regeln der Technik entsprechen. Der in § 2 Abs. 2 der 34. BImschV definierte Lärmindex wird durch im Bundesanzeiger veröffentlichte Berechnungsverfahren konkretisiert (§ 5 Abs. 1 der 34. BImschV).

### Inhalt
Lärmkarten bestehen gem. § 4 Abs. 4 der 34. BImschV aus
1. einer graphischen Darstellung der Lärmsituation mit Isophonen-Bändern
2. einer graphischen Darstellung der Überschreitung eines Wertes, bei dessen Überschreitung Lärmschutzmaßnahmen in Erwägung gezogen oder eingeführt werden,
3. tabellarischen Angaben über die geschätzte Zahl der Menschen, die in Gebieten wohnen, die innerhalb der Isophonen-Bänder nach Nummer 1 liegen
4. einer allgemeinen Beschreibung der Hauptlärmquellen nach Lage, Größe und Verkehrsaufkommen,
5. einer Beschreibung der Umgebung: Ballungsräume (Lage, Größe, Einwohnerzahl), Städte, Dörfer, ländliche Gegend oder nicht ländliche Gegend, Flächennutzung, andere Hauptlärmquellen,
6. Angaben über durchgeführte und laufende Lärmaktionspläne und Lärmschutzprogramme,
7. einer tabellarischen Angabe über lärmbelastete Flächen sowie über die geschätzte Zahl der Wohnungen, Schulen und Krankenhäuser in diesen Gebieten sowie
8. Angaben über die zuständigen Behörden für die Lärmkartierung.[6][7]

### Praktische Durchführung
Die Schallpegel werden heutzutage anhand von Messungen und auch rechnerisch mit speziellen Lärmberechnungsprogrammen ermittelt. Lärmkarten erhält man zum Beispiel, wenn die berechneten Werte in einem Untersuchungsraum flächenhaft verteilt werden, so dass anschließend Iso-Linien und Flächen anhand gleicher Intervalle gebildet werden können. Am häufigsten werden sowohl die Stützpunkte für die Berechnung als auch die Ergebnisse rasterförmig angeordnet, beispielsweise mit einem gleichbleibenden Rasterabstand von 10 m. Eine Erzeugung der Lärmkarten aus der Vermaschung räumlich beliebig verteilter Stützpunkte ist ebenfalls möglich. Lärmkarten für Großstädte oder Ballungsräume können bei einem feinen Raster sehr rechenintensiv sein und werden meist mit Computernetzwerken durchgeführt (Verteiltes Rechnen). Laut der Verordnung über die Lärmkartierung, die in Deutschland im Zusammenhang mit der Umgebungslärmrichtlinie im Jahre 2006 erlassen wurden, sollen Raster von 50 m × 50 m und ein Intervall von 5 dB verwendet werden.
Da die Farben auf Monitoren und Druckern aufgrund der je nach Beleuchtung unterschiedlichen Wirkung nicht einheitlich darstellbar sind, kann die folgende Tabelle gemäß DIN 18005 nur eine Annäherung sein. Der RGB-Farbcode wird angezeigt, wenn der Mauszeiger auf das Feld „Farbmuster“ geführt wird.
| Farbmuster | RAL-Wert | Pegel   |
| ---------- | -------- | ------- |
|            | 6019     | <=35 dB |
|            | 6018     | >35 dB  |
|            | 6016     | >40 dB  |
|            | 1016     | >45 dB  |
|            | 1011     | >50 dB  |
|            | 2003     | >55 dB  |
|            | 3020     | >60 dB  |
|            | 3003     | >65 dB  |
|            | 4006     | >70 dB  |
|            | 5012     | >75 dB  |
|            | 5019     | >80 dB  |

Aus verschiedenen Gründen verlangt die deutsche Verordnung über die Lärmkartierung nur Darstellungen ab einem Wert von 50 dB nachts (22–6 Uhr) und ab 55 dB über 24 Stunden.

## Auswertung
Die Ergebnisse lassen sich statistisch weiter auswerten oder zu Betroffenheiten umskalieren. Eine sehr anschauliche Darstellung von Konfliktgebieten erhält man, wenn die räumliche Verteilung der durch Lärm betroffenen Personen dargestellt wird oder durch Überlagerung von Lärm aus verschiedenen Schallquellen (z. B. Schienenverkehr und Straßenverkehr) in „Hotspots“ dargestellt werden. Mit Differenzlärmkarten lassen Vorher-Nachher-Vergleiche oder die Auswirkungen von Lärmschutzmaßnahmen visualisieren.

## Verfügbarkeit
Lärmkarten werden sowohl den zuständigen Behörden als auch der Öffentlichkeit zur Verfügung gestellt (§ 6,  § 7der 34. BImschV).

## Software
Beispiele für Softwarepakete, die für die Lärmkartierung verwendet werden, sind (in alphabetischer Reihenfolge):
- CadnA[12]
- Code_Tympan[13]
- dB Foresight[14]
- IMMI[15]
- LimA[16]
- noise3D[17]
- Olive Tree Lab Suite[18]
- SLIP[19]
- SoundPlan[20]